# Blaise Diagne nemzetközi repülőtér
A Blaise Diagne nemzetközi repülőtér (IATA: DSS, ICAO: GOBD) Szenegál egyik nemzetközi repülőtere, amely Dakar közelében található. Éves utasforgalma 2 491 185 fő (2019).

## Futópályák
A repülőtér futópályái:
- 01/19 (3500 m, aszfalt)

## Forgalom
Az utasforgalom az elmúlt években az alábbi módon változott:
| Utasok száma | 2 300 000 | 2 491 185 | 1 176 322 | 1 957 877 |
|              | 2018      | 2019      | 2020      | 2021      |

## Légitársaságok és úticélok
2024-ben a Blaise Diagne nemzetközi repülőtérről az alábbi járatok indulnak:

### Személy
| Légitársaság        | Célállomások |
| ------------------- | --- |
| Air Algérie         | Algír |
| Air Burkina         | Bamako, Ouagadougou |
| Air Cairo           | Kairó, Ouagadougou |
| Air Côte d'Ivoire   | Abidjan |
| Air France          | Párizs-Charles de Gaulle repülőtér |
| Air Senegal         | Abidjan, Bamako, Banjul, Bissau, Cap Skirring, Casablanca, Conakry, Cotonou, Douala, Freetown, Jeddah, Libreville, Milánó–Malpensa, New York–JFK, Nouakchott, Párizs-Charles de Gaulle repülőtér, Praia, Sal, Ziguinchor |
| ASKY Airlines       | Bissau, Lomé, Praia |
| Binter Canarias     | Gran Canaria |
| Brüsszel Airlines   | Banjul, Brüsszel, Conakry |
| Delta Air Lines     | New York–JFK |
| Emirates            | Dubai–International |
| Ethiopian Airlines  | Addisz Abeba, Bamako |
| Iberia              | Madrid |
| ITA Airways         | Róma–Fiumicino (kezdődik 2024 július 5-től) |
| Kenya Airways       | Abidjan, Accra, Nairobi–Jomo Kenyatta |
| Luxair              | Szezonális: Luxembourg |
| Mauritania Airlines | Abidjan, Bamako, Conakry, Freetown, Nouakchott |
| Neos                | Milánó–Malpensa, Róma–Fiumicino Szezonális: Verona |
| Royal Air Maroc     | Casablanca |
| Smartwings          | Szezonális charter: Prága |
| TAP Air Portugal    | Lisszabon |
| Transair            | Banjul, Bissau, Cap Skirring, Conakry, Freetown, Kolda, Praia, Ziguinchor Charter: Kédougou, Tambacounda |
| Transavia           | Marseille Szezonális: Bordeaux, Lyon, Toulouse |
| TUI Airways         | Szezonális: London–Gatwick |
| TUI fly Belgium     | Brüsszel |
| TUI fly Deutschland | Düsseldorf |
| TUI fly Netherlands | Szezonális: Amszterdam |
| Tunisair            | Conakry, Tunisz |
| Turkish Airlines    | Isztambul |
| Vueling             | Barcelona |

### Cargo
| Légitársaság   | Célállomások         |
| -------------- | -------------------- |
| DHL Aviation   | Casablanca, Brüsszel |
| Magma Aviation | Clermont-Ferrand     |